# Maruchi León
Maruchi León (Cáceres, 1965) es una actriz española.

## Biografía
Dedicada fundamentalmente al mundo del teatro, tras estudiar en la Real Escuela Superior de Arte Dramático, tuvo ocasión de intervenir en el estreno en 1986 de la obra inédita de Federico García Lorca El Público, representada en Milán y luego en Madrid. Posteriormente participa en los montajes de Alesio, en el Teatro María Guerrero de Madrid y Frank V, bajo dirección de Mario Gas y da vida a Doña Inés en Don Juan Tenorio (1989), de José Zorrilla.
Durante la primera etapa de su carrera artística, forma también parte del reparto de las películas La ley del deseo (1987), de Pedro Almodóvar y Soldadito español (1988), de Antonio Giménez Rico.
En la temporada 1991-1992 interpreta a la ingenua manceba Pili en la popular serie de TV Farmacia de guardia, lo que proporciona una enorme popularidad siendo nominada como mejor actriz de reparto a los Premios de la Unión de Actores.
Tras abandonar la serie, centra su carrera definitivamente en los escenarios. Tras interpretar La mirada del hombre oscuro, afronta la obra Sólo para Paquita, expresamente escrita para ella por Ernesto Caballero.
En años sucesivos protagoniza El zoo de cristal (1995), que le supone el Premio Ercilla a la mejor actriz revelación), bajo dirección de Mario Gas y junto a Amparo Soler Leal, Mirandolina (1995) con Ernesto Caballero, La Dama Boba (2002) con Elena Pimenta, que le valió el Premio Agora de Teatro 2002 a la Mejor Actriz.
En el Teatro Español interviene en Las mocedades del Cid (1997) y en La venganza de Don Mendo (1997), que se mantiene un año en cartel. También tiene ocasión de participar en el Festival de Teatro Clásico de Mérida con Los siete contra Tebas (1992), de Esquilo y en César y Cleopatra (2001), de George Bernard Shaw.
Más recientemente ha actuado en las obras Tierra de por medio (2002), He visto dos veces el cometa Halley (2003), La Orestíada (2004) y A Electra le sienta bien el luto (2005), de Eugene O'Neill.
A pesar de dedicarse por completo al teatro, ha aparecido en varias series de televisión como Crónicas Urbanas en 1991, Canguros en 1994, La casa de los líos en 1999, El Comisario en 2004 y Hospital Central en 2008, interpretando pequeños papeles.